# Liste der Nummer-eins-R&B-Alben in den USA (1978)
Dies ist eine Liste der Nummer-eins-Alben in den von Billboard ermittelten Verkaufscharts für R&B-Alben in den USA im Jahr 1978. In diesem Jahr gab es vierzehn Nummer-eins-Alben.
| ← 1977 ← | Liste der Nummer-eins-R&B-Alben in den USA | Liste der Nummer-eins-R&B-Alben in den USA | Liste der Nummer-eins-R&B-Alben in den USA | 1979 →                    |
| \| Zeitraum \| Wo. ges. \| Interpret \| Titel \| Zusätzliche Informationen \| \| (Zeitraum, Wochen auf Platz eins, Interpret, Titel, zusätzliche Informationen) \| \| \| \| \| \| ------------------------------------------------------------------------------ \| -------- \| ---------------------------------- \| ------------------------------- \| ------------------------- \| \| 31. Dezember 1977 – 17. Februar 1978 7 Wochen (insgesamt 9) \| 9 \| Earth, Wind and Fire \| All ’n All[1] \| - \| \| 18. Februar 1978 – 24. März 1978 5 Wochen (insgesamt 5) \| 5 \| Original Motion Picture Soundtrack \| Saturday Night Fever[2] \| - \| \| 25. März 1978 – 14. April 1978 3 Wochen (insgesamt 3) \| 3 \| Bootsy’s Rubber Band \| Bootsy? Player of the Year[3] \| - \| \| 15. April 1978 – 21. April 1978 1 Woche (insgesamt 1) \| 1 \| Rufus feat. Chaka Khan \| Street Player[4] \| - \| \| 22. April 1978 – 28. April 1978 1 Woche (insgesamt 4) \| 4 \| Bootsy’s Rubber Band \| Bootsy? Player of the Year \| - \| \| 29. April 1978 – 12. Mai 1978 2 Wochen (insgesamt 2) \| 2 \| George Benson \| Weekend in L.A.[5] \| - \| \| 13. Mai 1978 – 2. Juni 1978 3 Wochen (insgesamt 3) \| 3 \| The Isley Brothers \| Showdown[6] \| - \| \| 3. Juni 1978 – 23. Juni 1978 3 Wochen (insgesamt 3) \| 3 \| The O’Jays \| So Full of Love[7] \| - \| \| 24. Juni 1978 – 11. August 1978 7 Wochen (insgesamt 7) \| 7 \| The Commodores \| Natural High[8] \| - \| \| 12. August 1978 – 25. August 1978 2 Wochen (insgesamt 2) \| 2 \| Teddy Pendergrass \| Life Is a Song Worth Singing[9] \| - \| \| 26. August 1978 – 1. September 1978 1 Woche (insgesamt 8) \| 8 \| The Commodores \| Natural High \| - \| \| 2. September 1978 – 20. Oktober 1978 7 Wochen (insgesamt 7) \| 7 \| The Brothers Johnson \| Blam!![10] \| - \| \| 21. Oktober 1978 – 27. Oktober 1978 1 Woche (insgesamt 1) \| 1 \| Ashford & Simpson \| Is It Still Good to Ya[11] \| - \| \| 28. Oktober 1978 – 24. November 1978 4 Wochen (insgesamt 4) \| 4 \| Funkadelic \| One Nation Under a Groove[12] \| - \| \| 25. November 1978 – 15. Dezember 1978 3 Wochen (insgesamt 3) \| 3 \| Barry White \| The Man[13] \| - \| \| 16. Dezember 1978 – 29. Dezember 1978 2 Wochen (insgesamt 2) \| 2 \| Chic \| C’est Chic[14] \| - \| |                                            |                                            |                                            |                           |
| ← 1977 |                                            |                                            |                                            | → 1979 →                  |
| Zeitraum | Wo. ges.                                   | Interpret                                  | Titel                                      | Zusätzliche Informationen |
| (Zeitraum, Wochen auf Platz eins, Interpret, Titel, zusätzliche Informationen) |                                            |                                            |                                            |                           |
| 31. Dezember 1977 – 17. Februar 1978 7 Wochen (insgesamt 9) | 9                                          | Earth, Wind and Fire                       | All ’n All                                 | -                         |
| 18. Februar 1978 – 24. März 1978 5 Wochen (insgesamt 5) | 5                                          | Original Motion Picture Soundtrack         | Saturday Night Fever                       | -                         |
| 25. März 1978 – 14. April 1978 3 Wochen (insgesamt 3) | 3                                          | Bootsy’s Rubber Band                       | Bootsy? Player of the Year                 | -                         |
| 15. April 1978 – 21. April 1978 1 Woche (insgesamt 1) | 1                                          | Rufus feat. Chaka Khan                     | Street Player                              | -                         |
| 22. April 1978 – 28. April 1978 1 Woche (insgesamt 4) | 4                                          | Bootsy’s Rubber Band                       | Bootsy? Player of the Year                 | -                         |
| 29. April 1978 – 12. Mai 1978 2 Wochen (insgesamt 2) | 2                                          | George Benson                              | Weekend in L.A.                            | -                         |
| 13. Mai 1978 – 2. Juni 1978 3 Wochen (insgesamt 3) | 3                                          | The Isley Brothers                         | Showdown                                   | -                         |
| 3. Juni 1978 – 23. Juni 1978 3 Wochen (insgesamt 3) | 3                                          | The O’Jays                                 | So Full of Love                            | -                         |
| 24. Juni 1978 – 11. August 1978 7 Wochen (insgesamt 7) | 7                                          | The Commodores                             | Natural High                               | -                         |
| 12. August 1978 – 25. August 1978 2 Wochen (insgesamt 2) | 2                                          | Teddy Pendergrass                          | Life Is a Song Worth Singing               | -                         |
| 26. August 1978 – 1. September 1978 1 Woche (insgesamt 8) | 8                                          | The Commodores                             | Natural High                               | -                         |
| 2. September 1978 – 20. Oktober 1978 7 Wochen (insgesamt 7) | 7                                          | The Brothers Johnson                       | Blam!!                                     | -                         |
| 21. Oktober 1978 – 27. Oktober 1978 1 Woche (insgesamt 1) | 1                                          | Ashford & Simpson                          | Is It Still Good to Ya                     | -                         |
| 28. Oktober 1978 – 24. November 1978 4 Wochen (insgesamt 4) | 4                                          | Funkadelic                                 | One Nation Under a Groove                  | -                         |
| 25. November 1978 – 15. Dezember 1978 3 Wochen (insgesamt 3) | 3                                          | Barry White                                | The Man                                    | -                         |
| 16. Dezember 1978 – 29. Dezember 1978 2 Wochen (insgesamt 2) | 2                                          | Chic                                       | C’est Chic                                 | -                         |